# Kamcia (râu)
Râul Kamcia (transcris și Camcia; în engleză Kamčija, în bulgară Камчия, în turcă Kamçiya, în antichitate Panysos sau Panissus) este un râu lung de 244,5 km din estul Bulgariei, fiind cel mai lung râu din Peninsula Balcanică dintre cele care se varsă direct în Marea Neagră.